# Королевские дочери
Королевские девушки (в некоторых переводах также Королевские дочери или Дочери короля; фр. Les filles du roi, старофранц.: Les filles du roy) — группа невест, прибывших из Европы (преимущественно из Франции) в Квебек (Новая Франция) по поручению и при финансовой поддержке короля Людовика XIV. От 700 до 1000 незамужних женщин эмигрировали в Квебек в 1663—1673 годах с намерением вступить в брак с уже проживавшими там французскими поселенцами. Цель переселения женщин в Канаду — пополнение женского населения этой преимущественно мужской колонии и увеличение общей численности франкоязычного населения Америки ввиду быстрого роста населения в довольно агрессивных британских колониях, угрожавших Новой Франции с юга и востока. Благодаря высокой фертильности «королевские девушки» составили основу генофонда современного франкоканадского этноса.

## История
Первые французские исследователи (Жак Картье) появились на североамериканском континенте задолго до англичан — в 1534 году. Однако долгое время никакие попытки заселения исследованных территорий Франция не предпринимала, хотя сюда стали регулярно наведываться баскские, бретонские и нормандские рыболовецкие суда, которых вскоре заинтересовала и пушнина. Со времени основания первого постоянного французского поселения на североамериканском континенте в 1608 году французская колония Новая Франция находилась во владении торговых компаний, которые имели разрешение на промысел меха, древесины и рыбы в колонии в обмен на обещание заселять и развивать эту территорию. Большинство весьма немногочисленных переселенцев из Франции составляли военные, торговцы, рыбаки, моряки, авантюристы и служащие разных торговых компаний. В 1663 году население колонии составляло лишь 2,5 тыс., из которых только 1175 человек (47 %) родились в Америке. При этом, из-за того что на каждую женщину приходилось 6 мужчин, франкоканадцам приходилось вступать в браки с индианками и негритянками. Общее количество населения колонии было чрезвычайно мало по сравнению с более чем 100 000 английских поселенцев в 13 британских колониях, которое стали серьёзной угрозой для французских владений в Северной Америке. Таким образом, в середине XVII столетия среди населения колонии значительно преобладали мужчины разных профессий и ощущался большой недостаток женщин, что было помехой дальнейшего развития колонии — некоторые мужчины, так и не женившись, возвращались во Францию, и правительство расходовало дополнительные средства на обратную транспортировку.

## Подготовка
Во время правления короля Людовика XIV из-за плохого управления торговая компания Канады — Компания ста партнёров — была лишена лицензии, и в 1663 году во главе колонии встала назначенная королём гражданская администрация из Франции, которая начала принимать меры для увеличения населения Новой Франции. Была внедрена система льгот для поощрения браков и рождения детей в колонии, а частные эмиграционные агенты поощряли девушек во Франции эмигрировать на государственные средства в Квебек, что было нелёгкой задачей, учитывая суровый климат региона. Несмотря на все эти меры, население Новой Франции увеличивалось очень медленно и всё ещё ощущался недостаток женщин. В 1617 году в Квебек прибыла первая женщина из Франции. Наконец, сам король в 1663 году внедрил программу переселения незамужних девушек в Новую Францию. Со временем эти женщины получили название «Королевские дочери», поскольку их транспортировка и приданое в случае брака предоставлялись от имени самого короля Франции. Из более чем 770 официально зарегистрированных невест, 600 (78 %) отправились в Квебек морем из города Дьеп в Нормандии, а 20 из них были уроженками самого города. Путь в Квебек через Атлантический океан на тот момент занимал не менее 2,5 месяцев.

## Эмиграция
Первые 36 девушек прибыли в порт Квебека 22 сентября 1663 года. Набор желающих поехать в Канаду проводился большей частью в Парижe и на северо-западе Франции (Нормандия, Пикардия и др.), а средний возраст девушек составлял 24 года, колеблясь в пределах от 12 до 30 лет. Кроме француженок, среди Королевских дочерей было также по одной немке (16-летняя дворянка Анна-Мария Фон Сэк, снискавшая в Квебеке скандальную славу), голландке, португалке и, возможно, другие национальности. Необходимым условием для эмиграции было наличие свидетельства о рождении и рекомендация от священника или магистрата, где подтверждалось что девушка незамужем. Некоторые (но не все) девушки были сиротами, хотя и не круглыми. Вопреки расхожим поверьям, они не были ссыльными проститутками, хотя Франция действительно сослала несколько проституток на Гаити. Казна выделяла на переезд и другие затраты 100 ливров на каждую девушку; кроме того, каждая получала ещё 50 ливров королевского приданого.
Большинство новоприбывших — 560 — остались в городе Квебек в устье реки Святого Лаврентия, далее 75 осели в городе Труа-Ривьер и, наконец, 133 поселились в городе Монреаль в конце своего пути. Из-за географии региона большинство девушек осталось в Квебеке, а потому в колониальный период его население было почти вдвое выше, чем население Монреаля (9 000 против 5 000 в 1760 году).
По прибытии женщины селились группами в семьях местных фермеров и мещан, куда вечерами приходили мужчины и выбирали себе будущую жену. Каждая «королевская дочь» при этом не выдавалась замуж насильно и имела полное право отказать мужчинам. Браки заключались только по взаимному согласию и регистрировались нотариусом. Право первого знакомства предоставлялось зажиточным мужчинам и также тем, кто уже имел собственное жильё. Мужчины, в свою очередь, искали более опытных и хозяйственных женщин. Большинство свадеб проходило уже через месяц после знакомства. В целом, между прибытием и свадьбой в среднем проходило не более 4—5 месяцев.

## Адаптация
Не все новоприбывшие женщины были родом из сельской местности, и далеко не все были готовы к суровым условиям жизни в Канаде. Некоторые даже умирали в пути или в первые годы жизни в Канаде. По данным местных регистров, 737 королевских девушек в итоге более или менее успешно вышли замуж, но от 200 до 300 не смогли или не захотели этого сделать по разным причинам. Большинство из них ушло в монастыри, некоторые даже вернулись во Францию. Правительство поощряло большие семьи и доплачивало отдельные средства из казны для многодетных семей. Уже через восемь лет после начала программы, во Французской Канаде рождалось по 600—700 детей в год, что подтвердило успех этой инициативы правительства. За 11 лет население колонии увеличилось до 6700 человек. Однако в 1672 году началась война Франции с Нидерландами, и казна опустела. Последняя партия Королевских дочерей прибыла в Квебек в сентябре 1673 года. Тем не менее, фертильность уже прибывших женщин и их франкоканадских дочерей достигала 11—12 детей в среднем на женщину, сделав их одним из самых плодовитых народов европейского происхождения в истории мира. К началу XVIII века число ежегодных рождений в колонии начало регулярно превышать 1 000 младенцев в год. От 7,5 тысяч французов, прибывших в Канаду, происходят 11—12 миллионов современных франкоканадцев, из них 6 миллионов живёт сейчас в провинции Квебек, составляя 80 % её населения. 75 % современных франко-квебекцев имеют среди своих предков одну из королевских девушек.

## Вклад в развитие французского языка Квебека
Королевские дочери, прибывшие в основном из Парижа или же транзитом через Париж, также в немалой степени способствовали тому что в Квебеке произошло быстрое смешение патуа. В результате к 1720-м годам дореволюционное парижское койне лучше всего понимали именно в Новой Франции, поскольку тут оно являлось фактические единственным родным социолектом всего населения, как городского, так и сельского, в то время как в самой Франции того периода крестьяне регионов по-прежнему плохо понимали парижское койне. 
Различия между французской речью Квебека и Франции, очевидные в настоящее время, возникли уже после того как нормативы парижской речи изменились под влиянием Великой Французской революции 1789 года, которая однако не затронула захваченный британцами Квебек.